# Ashley Young
Ashley Simon Young (Stevenage, Hertfordshire, 1985. július 9. –) jamaicai származású angol labdarúgó, legutóbb az Everton játékosa volt.
Karrierjét a Watfordban kezdte, és 2003-ban lépett először pályára az első csapatban, Ray Lewington menedzser idején. Az első csapat állandó tagjává a 2004–05-ös idényben vált, és hatalmas szerepe volt abban hogy a 2005–06-os szezonban a Watford a rájátszás megnyerésével feljutott a Premier Ligába. 2007 januárjában az Aston Villa csapatába igazolt 8 millió fontért, ahol az első csapat tagja lett, és bekerült az angol labdarúgó-válogatottba is. 2011. június 23-án a Manchester Unitedbe igazolt, az átigazolási díját nem hozták nyilvánosságra. A sajtó 16 millió fontra becsüli Young átigazolási díját. 2020-ban az Internazionale csapatához igazolt, ahol szerves része volt Antonio Conte bajnokcsapatának. Miután a klub hivatalosan bejelentette távozását, számos pletyka kapott szárnyra a jövőjével kapcsolatban. Végül hazatért Angliába, és az Aston Villa csapatához szerződött. Később az Everton játékosa lett, ahol jelenleg is futballozik.

## Pályafutása a klubjaiban

### Watford
Annak ellenére hogy Youngot eleinte elutasította a Watford akadémiája, erőfeszítéseit végül profi szerződéssel jutalmazta a klub. 2003-ban Ray Lewington menedzser idején, 18 évesen csereként lépett először pályára a felnőttek között a Millwall ellen, és gólt is szerzett. Abban az idényben ötször lépett pályára, mindig csereként, és három gólt szerzett. Ebben az idényben lépett először pályára ligakupa-meccsen. Young a 2004–05-ös szezonban, amelyben a bent maradással küszködtek a Championshipben, került előtérbe, mikor is 34 bajnoki meccset játszott. Annak ellenére hogy nem talált be a hálóba, az egész éves teljesítményével kiérdemelte a klub legjobb fiatal játékosának járó díjat.
Aidy Boothroyd edzősködése alatt, a 2005-06-os szezonban új szerepkört kapott a csapatban, mint csatár és jobb oldali szélső játékos. Young 41 bajnoki meccsen játszott és 15 gólt rúgott, amiben benne van a rájátszás elődöntős gólja is, amit a Crystal Palace ellen szerzett. Young jól kezdte a 2006-07-es szezont a Premier Ligában, három gólt szerzett. A 2007-es januári átigazolási időszakban három klub is 5 millió fontos ajánlatot tett a U21-es válogatott játékosra. A Watford ezeket az ajánlatokat visszautasította, ahogy egy 2007. január 12-én tett 7 millió fontos ajánlatot is, ami szintén egy meg nem nevezett klubtól érkezett. Elfogadták viszont a West Ham United közel 10 millió fontos ajánlatát, amit azonban Young nem fogadott el, mivel jobb klub ajánlatára várt.

### Aston Villa
2007. január 18-án az Aston Villa 8 millió fontot ajánlott Youngért, amit elfogadtak, és ezzel a klub legdrágább igazolása lett. Ezután Martin O’Neill menedzser és az Aston Villa vezetősége tárgyalhatott a játékos személyes feltételeiről. Január 21-én átment az ilyenkor szokásos orvosi vizsgálaton, és 2007. január 23-án hivatalosan is megerősítették a leigazolását. Január 31-én góllal debütált új csapatában a St James’ Parkban a Newcastle United ellen, de a Villa 3–1-re kikapott. Ashley Young a 2007–08-as szezonban is jól játszott, számos meccsen megkapta a meccs legjobbja elismerést. A jó kezdet fontos szerepet játszott abban, hogy behívták az angol válogatottba. A szezonban Young második lett Cesc Fàbregas mögött a gólpasszok tekintetében, 17 assziszttal, és bekerült a Premier Liga év csapatába. A Portsmouthos David Jamest leszámítva, ő volt az egyetlen olyan játékos, aki nem a nagy négy csapat(Manchester United, Arsenal, Chelsea, Liverpool) játékosa. Sebességéről, pontrúgásairól, jó lövéseiről és passzairól ismert.
2008. április 30-án két gólt lőtt a Birmingham City ellen, és ezt a meccset meg is nyerték 5–1-re a Villa Parkban. A dán Odense Boldklub ellen is szerzett gólt az Intertotó-kupa harmadik fordulójában. 2008. október 10-én elnyerte a hónap legjobb játékosa díjat, de az egész 2008–09-es szezonban jól játszott. 2008 áprilisában jelölték az idény legjobb játékosa díjra, Wayne Rooney, Cristiano Ronaldo és Steven Gerrard társaságában. 2008. december 7-én két gólt szerzett az Everton elleni 3–2-re megnyert mérkőzésen. Az Aston Villa menedzsere, Martin O’Neill szerint ezen a meccsen Young játéka világszínvonalú volt. 2008. november 4-én meghosszabbította szerződését újabb négy évre, 2012-ig. 2009. január 10-én megint elnyerte a hónap legjobb játékosa díját, valamint O’Neill is a hónap legjobb edzője lett. Young volt az első játékos, aki egy naptári évben háromszor is elnyerte ezt a díjat.
Young megnyerte az Aston Villával a 2009-es Béke-kupát Andalúziában. Az Atlante ellen fejjel gólt szerzett, és a meccset megnyerték 3–1-re. Az elődöntőben a Portót verték meg, majd a döntőben a Juventus ellen nyertek – büntetőkkel (Young értékesítette tizenegyesét). 2009. augusztus 24-én egy büntetőgóllal vette ki a részét a Liverpool elleni, 3–1-re megnyert mérkőzésen, viszont augusztus 27-én az UEFA-kupában, az osztrák Rapid Wien ellen kihagyott egyet; az Aston Villa kiesett a kupából. A 2010–11-es szezonban ő lett a csapatkapitány-helyettes, és a csatár mögött játszott, hogy nagyobb tere legyen. Young 2010. szeptember 18-án szabadrúgásból gólt szerzett a Bolton Wanderers ellen. A szezon végén kilenc gól és tizennégy gólpassz állt a neve mellett. Egy év maradt a szerződéséből, de Young nem szeretett volna hosszabbítani, ezért eladták őt a Manchester Unitednek.

### Manchester United
A klub 2011. június 23-án jelentette be a transzfert. Young 16 millió font ellenében, ötéves szerződéssel költözött Manchesterbe. Első tétmérkőzésére 2011. augusztus 20-án került sor az Angol szuperkupa döntőjében ahol a United a Manchester Cityvel találkozott. A mérkőzést Young végigjátszotta, és egy pontrúgásból adott gólpasszal járult hozzá a csapata 3–2-es sikeréhez.
A bajnokságban a West Bromwich Albion ellen debütált. 2–1-re nyertek, és Youngot választották a meccs legjobbjának. Augusztus 28-án ő szerezte az első és az utolsó az Arsenal elleni, 8–2-re megnyert mérkőzésen. A Bajnokok Ligájában szeptember 27-én debütált, és az ő góljával egyenlítettek a Basel ellen. Súlyos sérülést szenvedett, ezért a következő meccse már február 5-én volt a Chelsea ellen. Február 16-án gólt szerzett az Európa-Ligában az Ajax Amsterdam ellen, és 2–0-ra nyertek. Március 4-én két góllal és egy gólpasszal járult hozzá a Manchester United győzelméhez a Tottenham Hotspur ellen. Április 2-án újra gólt szerzett a Blackburn Rovers ellen. Young súlyos kritikákat kapott a QPR és az Aston Villa elleni műesései miatt.

## A válogatottban
A 2005-06-os szezonban remek formájának köszönhetően bekerült az angol U21-es válogatottba. Első mérkőzését 2006 szeptemberében játszotta Svájc ellen, de csak az utolsó 15 percben cserélték be. A meccset megnyerték 3–2-re, ezzel kijutottak az U-21-es világbajnokságra. A vb-n háromszor játszott, például abban az elődöntőben, ahol Hollandia ellen játszottak. A mérkőzést büntetőpárbajjal döntötték el, és az angolok 13–12-re vesztettek. Youngra kétszer is sor került, mindkétszer belőtte büntetőjét.
2007. augusztus 31-én Steve McLaren meghívta a felnőtt válogatottba, az Oroszország és Izrael elleni mérkőzésre, majd behívták az Észtország és Oroszország elleni mérkőzésre is. 2007. november 16-án végül játszhatott is a válogatottban, egy félidőt kapott az Ausztria elleni barátságos mérkőzésen. 2008 novemberében ismét játszhatott a Németország elleni barátságos mérkőzésen, a második félidőben beállva. Először 2009. augusztus 12-én kapott szerepet kezdőként a válogatottban, Hollandia ellen. Fabio Capello keretében a 2010-es dél-afrikai világbajnokságon azonban nem szerepelt.
2010. október 12-én ismét a kezdő csapatban szerepelt a Montenegró elleni 2012-es Európa-bajnokság selejtezőjében. Young lőtte az első, egyben győztes gólt a február 9-i Dánia elleni barátságos mérkőzésen. Június 4-én ismét gólt lőtt Svájc ellen, Frank Lampardot leváltva. Szeptember 6-án az ő góljával nyertek 1–0-ra Wales ellen. Október 7-én is gólt szerzett Montenegró ellen, Darren Bentet váltva. Ezzel a góllal vált biztossá, hogy Anglia kijut az Európa-bajnokságra.Részt vett a 2018-as vb-n.

## Magánélete
Young Stevenage-ben született, jamaicai származású apától és angol anyától. Van egy bátyja és két öccse, Lewis és Kyle. Lewis 2008-ban debütált a Watfordban, Kyle pedig 2009-ben az Arsenal Akadémia tagja volt. Young egy iskolába járt Lewis Hamiltonnal. Young apja Tottenham-szurkoló, míg bátyja Arsenal-drukker. Young példaképe a 2000-ben visszavonult kiváló támadó, Ian Wright.

## Statisztika

### Klubcsapatokban
2024. december 1-i állapot szerint.
| Klub              | Szezon           | Bajnokság        | Bajnokság | Bajnokság | Kupa  | Kupa  | Ligakupa | Ligakupa | Nemzetközi | Nemzetközi | Egyéb | Egyéb | Összes | Összes |
| Klub              | Szezon           | Liga             | Mérk.     | Gólok     | Mérk. | Gólok | Mérk.    | Gólok    | Mérk.      | Gólok      | Mérk. | Gólok | Mérk.  | Gólok  |
| ----------------- | ---------------- | ---------------- | --------- | --------- | ----- | ----- | -------- | -------- | ---------- | ---------- | ----- | ----- | ------ | ------ |
| Watford           | 2003–04          | First Division   | 5         | 3         | 0     | 0     | 1        | 0        | —          | —          | —     | —     | 6      | 3      |
| Watford           | 2004–05          | Championship     | 34        | 0         | 0     | 0     | 4        | 0        | —          | —          | —     | —     | 38     | 0      |
| Watford           | 2005–06          | Championship     | 39        | 13        | 0     | 0     | 1        | 1        | —          | —          | 3     | 1     | 43     | 15     |
| Watford           | 2006–07          | Premier League   | 20        | 3         | 1     | 0     | 2        | 1        | —          | —          | —     | —     | 23     | 4      |
| Watford           | Összesen         | Összesen         | 98        | 19        | 1     | 0     | 8        | 2        | —          | —          | 3     | 1     | 110    | 22     |
| Aston Villa       | 2006–07          | Premier League   | 13        | 2         | —     | —     | —        | —        | —          | —          | —     | —     | 13     | 2      |
| Aston Villa       | 2007–08          | Premier League   | 37        | 9         | 1     | 0     | 1        | 0        | —          | —          | —     | —     | 39     | 9      |
| Aston Villa       | 2008–09          | Premier League   | 36        | 7         | 3     | 0     | 1        | 0        | 8          | 2          | —     | —     | 48     | 9      |
| Aston Villa       | 2009–10          | Premier League   | 37        | 5         | 6     | 2     | 5        | 2        | 2          | 0          | —     | —     | 50     | 9      |
| Aston Villa       | 2010–11          | Premier League   | 34        | 7         | 2     | 0     | 3        | 2        | 1          | 0          | —     | —     | 40     | 9      |
| Aston Villa       | Összesen         | Összesen         | 157       | 30        | 12    | 2     | 10       | 4        | 11         | 2          | —     | —     | 190    | 38     |
| Manchester United | 2011–12          | Premier League   | 25        | 6         | 0     | 0     | 0        | 0        | 7          | 2          | 1     | 0     | 33     | 8      |
| Manchester United | 2012–13          | Premier League   | 19        | 0         | 2     | 0     | 0        | 0        | 2          | 0          | —     | —     | 23     | 0      |
| Manchester United | 2013–14          | Premier League   | 20        | 2         | 0     | 0     | 2        | 1        | 8          | 0          | 0     | 0     | 30     | 3      |
| Manchester United | 2014–15          | Premier League   | 26        | 2         | 3     | 0     | 0        | 0        | —          | —          | —     | —     | 29     | 2      |
| Manchester United | 2015–16          | Premier League   | 18        | 1         | 1     | 0     | 2        | 0        | 5          | 0          | —     | —     | 26     | 1      |
| Manchester United | 2016–17          | Premier League   | 12        | 0         | 3     | 0     | 1        | 0        | 7          | 0          | 0     | 0     | 23     | 0      |
| Manchester United | 2017–18          | Premier League   | 30        | 2         | 4     | 0     | 0        | 0        | 4          | 0          | 0     | 0     | 38     | 2      |
| Manchester United | 2018–19          | Premier League   | 30        | 2         | 3     | 0     | 1        | 0        | 7          | 0          | —     | —     | 41     | 2      |
| Manchester United | 2019–20          | Premier League   | 12        | 0         | 1     | 0     | 2        | 0        | 3          | 1          | —     | —     | 18     | 1      |
| Manchester United | Összesen         | Összesen         | 192       | 15        | 17    | 0     | 8        | 1        | 43         | 3          | 1     | 0     | 261    | 19     |
| Internazionale    | 2019–20          | Serie A          | 18        | 4         | 2     | 0     | —        | —        | 5          | 0          | —     | —     | 25     | 4      |
| Internazionale    | 2020–21          | Serie A          | 26        | 1         | 3     | 0     | —        | —        | 5          | 0          | —     | —     | 34     | 1      |
| Internazionale    | Összesen         | Összesen         | 44        | 5         | 5     | 0     | —        | —        | 10         | 0          | —     | —     | 59     | 5      |
| Aston Villa       | 2021–22          | Premier League   | 24        | 0         | 0     | 0     | 1        | 0        | —          | —          | —     | —     | 25     | 0      |
| Aston Villa       | 2022–23          | Premier League   | 29        | 1         | 1     | 0     | 2        | 0        | —          | —          | —     | —     | 32     | 1      |
| Aston Villa       | Összesen         | Összesen         | 53        | 1         | 1     | 0     | 3        | 0        | —          | —          | —     | —     | 57     | 1      |
| Everton           | 2023–24          | Premier League   | 31        | 0         | 0     | 0     | 3        | 1        | —          | —          | —     | —     | 34     | 1      |
| Everton           | 2024–25          | Premier League   | 11        | 0         | 0     | 0     | 2        | 0        | —          | —          | —     | —     | 13     | 0      |
| Everton           | Összesen         | Összesen         | 42        | 0         | 0     | 0     | 5        | 1        | —          | —          | —     | —     | 47     | 1      |
| Karrier összesen  | Karrier összesen | Karrier összesen | 586       | 70        | 36    | 2     | 34       | 8        | 64         | 5          | 4     | 1     | 724    | 86     |

Jegyzetek
1. ↑  Magában foglalja az FA-kupában és az Olasz Kupában való pályára lépéseit.
2. ↑  Magában foglalja az Angol Ligakupában való pályára lépéseit.
3. ↑  Mérkőzése(i) a Championship Play off-ban
4. ↑  Mérkőzése(i) a Intertotó-kupában: (két mérkőzés; egy gól) és az UEFA-kupában (hat mérkőzés; egy gól)
5. 1 2 3 4 5  Mérkőzése(i) az Európa Ligában
6. ↑  Mérkőzése(i) a Bajnokok Ligájában: (három mérkőzés; egy gól) és az Európa Ligában (négy mérkőzés; egy gól)
7. ↑  Mérkőzése(i) az FA Community Shield-ben
8. 1 2 3 4 5 6  Mérkőzése(i) a Bajnokok Ligájában

### A válogatottban
| Anglia   | Anglia | Anglia |
| Év       | Mérk.  | Gólok  |
| -------- | ------ | ------ |
| 2007     | 1      | 0      |
| 2008     | 3      | 0      |
| 2009     | 3      | 0      |
| 2010     | 4      | 0      |
| 2011     | 7      | 4      |
| 2012     | 9      | 2      |
| 2013     | 3      | 1      |
| 2017     | 1      | 0      |
| 2018     | 8      | 0      |
| Összesen | 39     | 7      |

#### Góljai az angol válogatottban
| #  | Dátum               | Ellenfél   | Eredmény | Kiírás              | Esemény         |
| -- | ------------------- | ---------- | -------- | ------------------- | --------------- |
| 1. | 2011. február 9.    | Dánia      | 2 – 1    | Barátságos mérkőzés | a szünetben 68' |
| 2. | 2011. június 4.     | Svájc      | 2 – 2    | Eb-selejtező        | a szünetben 51' |
| 3. | 2011. szeptember 6. | Wales      | 1 – 0    | Eb-selejtező        | 35'             |
| 4. | 2011. október 7.    | Montenegró | 2 – 2    | Eb-selejtező        | 10' 61'         |
| 5. | 2012. február 29.   | Hollandia  | 2 – 3    | Barátságos mérkőzés | 90'             |
| 6. | 2012. május 26.     | Norvégia   | 1 – 0    | Barátságos mérkőzés | 9' 72'          |
| 7. | 2013. március 22.   | San Marino | 8 – 0    | Vb-selejtező        | 39'             |

## Sikerei, díja

### Klubcsapatokban
- Watford:
  - Championship Play-off-győztes: 2006

- Aston Villa:
  - Angol Ligakupa ezüstérmes: 2009–10

- Manchester United:
  - Angol bajnok: 2012-13
  - Community Shield-győztes: 2011
  - FA-kupa: 2015–16 (győztes), 2017–18 (ezüstérmes)
  - Angol Ligakupa-győztes: 2016–17
  - Európa-liga-győztes: 2016–17[2]

- Internazionale:
  - Olasz bajnok: 2020–21
  - Európa-liga ezüstérmes: 2019–20

### Egyéni
- Watford év fiatal játékosa: 2004–05
- PFA az év csapata: 2005–06 Championship, 2007–08 Premier League, 2008–09 Premier League
- PFA az év fiatal játékosa: 2008–09
- Premier League – A hónap játékosa díj: 2008 április, 2008 szeptember, 2008 december

#### Közösségi platformok
- Ashley Young a Facebookon
- Ashley Young az Instagramon

#### Egyéb weboldalak
- Ashley Young pályafutásának statisztikái a Soccerbase oldalon (angolul)

- Profil avfc.co.uk
- Profil thefa.com
- Ashley Young adatlapja a Transfermarkt oldalán (angolul)
- Ashley Young adatlapja a Soccerway oldalon (angolul)
- Ashley Young adatlapja a National Football Teams oldalán (angolul)
- Ashley Young adatlapja a Premier League oldalán (angolul)
- Ashley Young adatlapja az Everton oldalán (angolul)
- Ashley Young az UEFA adatbázisában (angolul)

| Előző Antonio Valencia | a Manchester United FC csapatkapitánya 2019–2020 | Következő Harry Maguire |